# Хорват, Михал
Михал Хорват (чеш. Michal Horváth; род. 30 июня 1987, Прага) — чешский гребец, выступавший за сборную Чехии по академической гребле в 2004—2012 годах. Чемпион Европы, призёр этапов Кубка мира, многократный победитель и призёр первенств национального значения, участник двух летних Олимпийских игр.

## Биография
Михал Хорват родился 30 июня 1987 года в Праге.
Занимался академической греблей в столичном клубе «Дукла».
Впервые заявил о себе на международном уровне в сезоне 2004 года, когда вошёл в состав чешской национальной сборной и побывал на юниорском мировом первенстве в Баньолесе, откуда привёз награду серебряного достоинства, выигранную в восьмёрках.
Начиная с 2006 года выступал среди взрослых спортсменов, в частности дебютировал в Кубке мира и выступил на взрослом чемпионате мира в Итоне.
В 2007 году со своим распашным четырёхместным экипажем превзошёл всех соперников на чемпионате Европы в Познани, был седьмым на чемпионате мира в Мюнхене.
Находясь в числе лидеров гребной команды Чехии, благополучно прошёл отбор на Олимпийские игры 2008 года в Пекине — в безрульных четвёрках вместе со своими соотечественниками вышел в главный финал, где в итоге финишировал пятым.
В 2009 году в той же дисциплине выиграл серебряную медаль на чемпионате Европы в Бресте, стал четвёртым на чемпионате мира в Познани.
В 2010 году взял бронзу на чемпионате Европы в Монтемор-у-Велью.
На чемпионате мира 2011 года в Бледе занял 12-е место в зачёте безрульных четвёрок.
В 2012 году добавил в послужной список бронзовую награду, полученную в восьмёрках на чемпионате Европы в Варезе. Стартовал в безрульных четвёрках на Олимпийских играх в Лондоне, но был далёк здесь от попадания в число призёров.